# 4chan
Ne doit pas être confondu avec 8kun.
4chan ou 4channel, dont le nom vient du japonais Yotsuba Channel (四葉チャネル, « canal des 4 feuilles »), est un forum anonyme anglophone. Constitué d'un réseau d'échange d'images dit en anglais « imageboards » (forum à images) celui-ci est calqué sur les modèles des sites populaires japonais 2channel (créé en 1999 par Hiroyuki Nishimura) et Futaba Channel. 4chan a été mis en ligne le 1er octobre 2003 par Christopher Poole.
Lors de sa création, un des principaux objectifs de 4chan (Yotsuba Channel) était d'être le support de discussions relatives à l’anime, aux mangas, aux dōjinshi et à l’ensemble de la culture japonaise. Toutefois les nombreux sujets abordés par les utilisateurs sont actuellement beaucoup plus vastes, du fait notamment de la diversité des champs couverts par les imageboards présents sur le site. Il est décrit par Le Monde comme « le trublion du Web », « particulièrement controversé » du fait de son fonctionnement où la modération d'informations, autrefois inexistante, reste encore faible par rapport à d'autres forums en ligne. Libération y voit un site « qui voit se côtoyer le pire (racisme, homophobie, sexisme) et le moins mauvais (mème internet, Anonymous) » – ces derniers étant d'ailleurs nés sur le site,.
En 2012, il dépasse le Futaba Channel quant au trafic. Au classement d'août 2014 de Alexa Internet, 4chan est 995e mondial et 492e aux États-Unis.
En septembre 2015, après le départ en janvier de Christopher Poole, 4chan est repris par le créateur de 2channel, le japonais Hiroyuki Nishimura.

## Historique

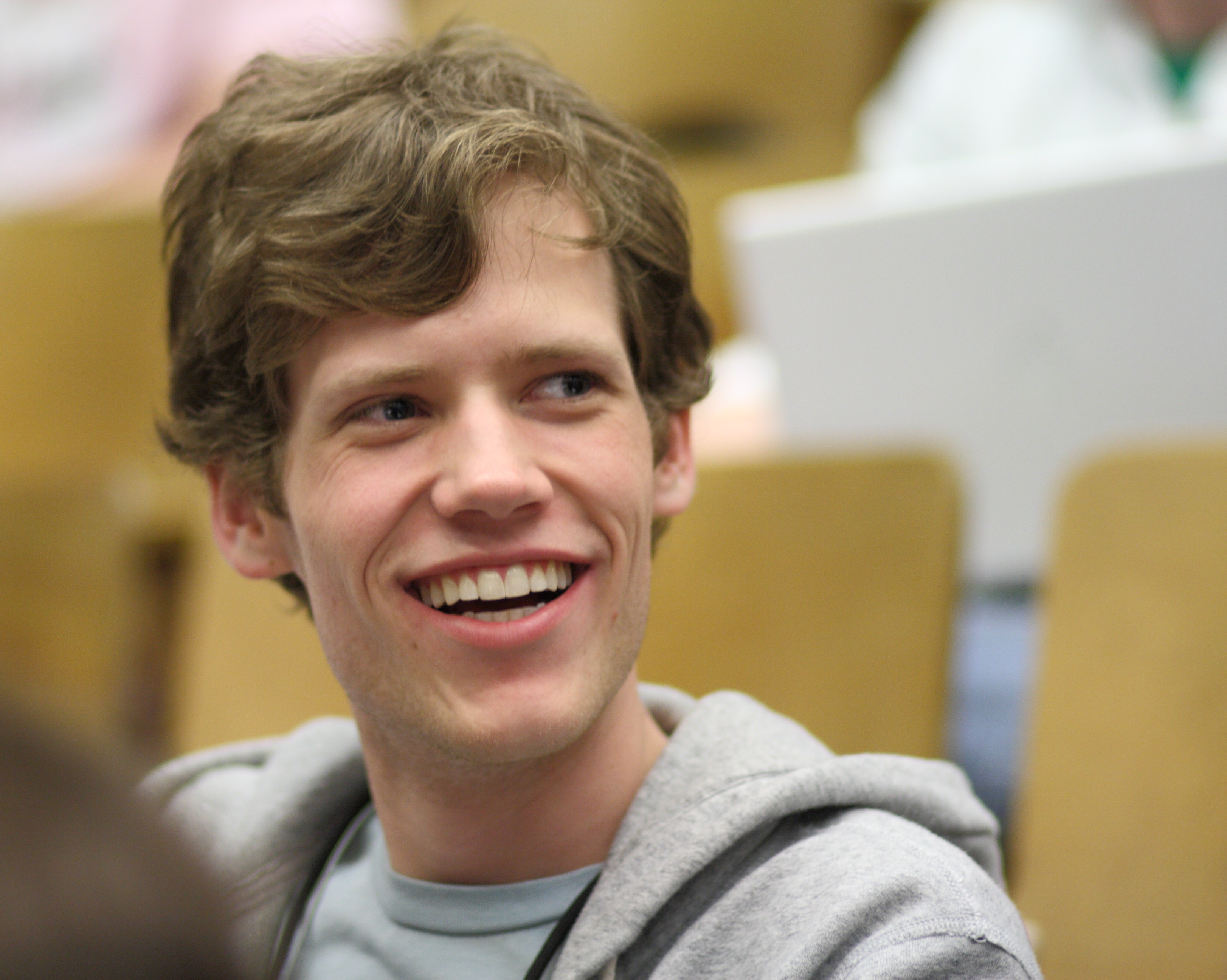
Christopher Poole (moot), créateur de 4chan.

www.4chan.net est lancé le 1er octobre 2003. Les premiers imageboards étaient « /a/ - Anime/General » et « /b/ - Anime/Random ». Suivra dans le même mois la mise en place des imageboards, : /h/ - Hentai, /c/ - Anime/Cute, /d/ - Hentai/Alternative, /y/ - Yaoi, /s/ - Sexy Beautiful Women.
Entre le 8 et le 17 octobre, les utilisateurs japonais du Futaba Channel découvrent l’existence de 4chan. Le trafic du site atteint rapidement un seuil critique et le coût en bande passante oblige le site à fermer le 17 octobre. C’est la première fermeture du site pour des raisons financières. Le site reprend son activité dès le 29 octobre. Les adresses IP japonaises seront alors temporairement bannies. Le 22 novembre 2003, « /b/ - Anime/Random » est renommé « /b/ - Random ».
En février 2004, le nom de domaine 4chan.net est suspendu, sans raison apparente, et se trouve déplacé vers 4chan.org,. Le 20 juin 2004, l’administrateur annonce la fin de 4chan, principalement pour des raisons financières. La durée assez longue de la mise hors-ligne du site (jusqu'au 7 août) permit l’émergence d'autres imageboards anglophones, dont iichan/wakachan. En 2004-2005, le site connait de nombreuses crises financières dues notamment au coût de la bande passante nécessaire pour développer le site et assurer son maintien. D'importantes campagnes de donations ont donc été organisées auprès des utilisateurs (2005). Des modifications sont apportées au code du script utilisé pour les imageboards et de nouveaux boards sont ajoutés.
Depuis 2005, 4chan maintient sa présence en ligne, malgré la croissance de son trafic. En 2012, son créateur revendique un milliard de messages postés sur le site,.
Le 21 janvier 2015, 11 ans et demi après la création du site, moot annonce son départ en tant qu'administrateur. Le site est vendu au créateur de 2channel, le japonais Hiroyuki Nishimura,.
Le 15 avril 2025, le site est piraté et sa base de données fuite, le site est temporairement hors-ligne.

## Caractéristiques
Le site est divisé en quatre grandes sections dont la plus importante est celle des imageboards. Les autres sections comprennent des boards de discussion anonyme (Text Boards), de dessins (Drawing Boards : Oekaki et Artwork/Critique), et de téléversement (Upload Boards : /f/ - Flash, /rs/ - RapidShares) qui permettent aux utilisateurs de mettre en ligne des animations Flash et de partager des liens vers différents fichiers à télécharger.
Les boards dédiés uniquement à la discussion (Text Boards) ont d’abord été hébergés sur un site intitulé world4ch puis ont été intégrés à 4chan.org comme sous-domaine dis.4chan.org. Ils sont dans la continuité du défunt site world2ch, qui se voulait le pendant anglophone du populaire BBS anonyme japonais 2channel. On compte aujourd'hui 19 boards dédiés aux discussions anonymes sur une très grande variété de sujets.
En 2018, 71 imageboards étaient en activité sur 4chan, dont 19 sont à caractère not safe for work (« pas sûr pour le travail »). L'ensemble du site est cependant interdit aux mineurs. Ces imageboards ont chacun un contenu et des règles spécifiques. Le matériel iconographique posté sur l'ensemble de ces imageboards est extrêmement varié et chaque board a sa propre « communauté » d'habitués. Ces imageboards ont tous, à quelques exceptions près, leur équivalent sur le Futaba Channel.
En novembre 2018, l'adresse d'accès des imageboards safe for work passe de 4chan.org à 4channel.org.

### /b/ - Random
L’imageboard /b/ - Random (« au hasard ») est le plus populaire de 4chan. Il peut être considéré comme le noyau dur du site. D’après moot, créateur du site, en 2008 entre 150 000 et 200 000 messages y sont postés quotidiennement.

## Anonymat
Le site 4chan (Yotsuba Channel) est avant tout le territoire des Anonymous. L'anonymat est en effet un des autres héritages des sites japonais 2channel et Futaba Channel. À la différence de la plupart des forums internet de l'Occident, 4chan n'a aucun système d'inscription. C’est un des points fondamentaux de la culture Imageboard.
Pour poster en tant qu’Anonyme il suffit de laisser vide le champ [Name] lors de l'envoi du message. Il est toutefois possible d'utiliser un pseudonyme mais sur un imageboard n’importe qui peut se servir de votre Pseudo et l'utiliser à sa guise. C'est pourquoi 4chan (et les autres imageboards) propose une forme alternative pour sécuriser l'identité des utilisateurs : les tripcodes. Ils permettent notamment d’identifier à qui l’on s’adresse lors d’une discussion argumentée (lorsqu’il devient nécessaire de pouvoir distinguer ses interlocuteurs).
L'imageboard /b/ connaît différentes phases durant lesquelles l'anonymat est soit optionnel, soit forcé (forced_anon). Dans ce dernier cas on ne peut y être aucunement identifié par les autres utilisateurs. L'anonymat forcé est en place sur 2 boards /b/ sur 6 du Futaba Channel, dat.2Chan.net/b/ et img.2Chan.net/b/.
Sur 4chan, le collectif Anonymous constitue une véritable identité collective.

## Groupes liés

### Anonymous

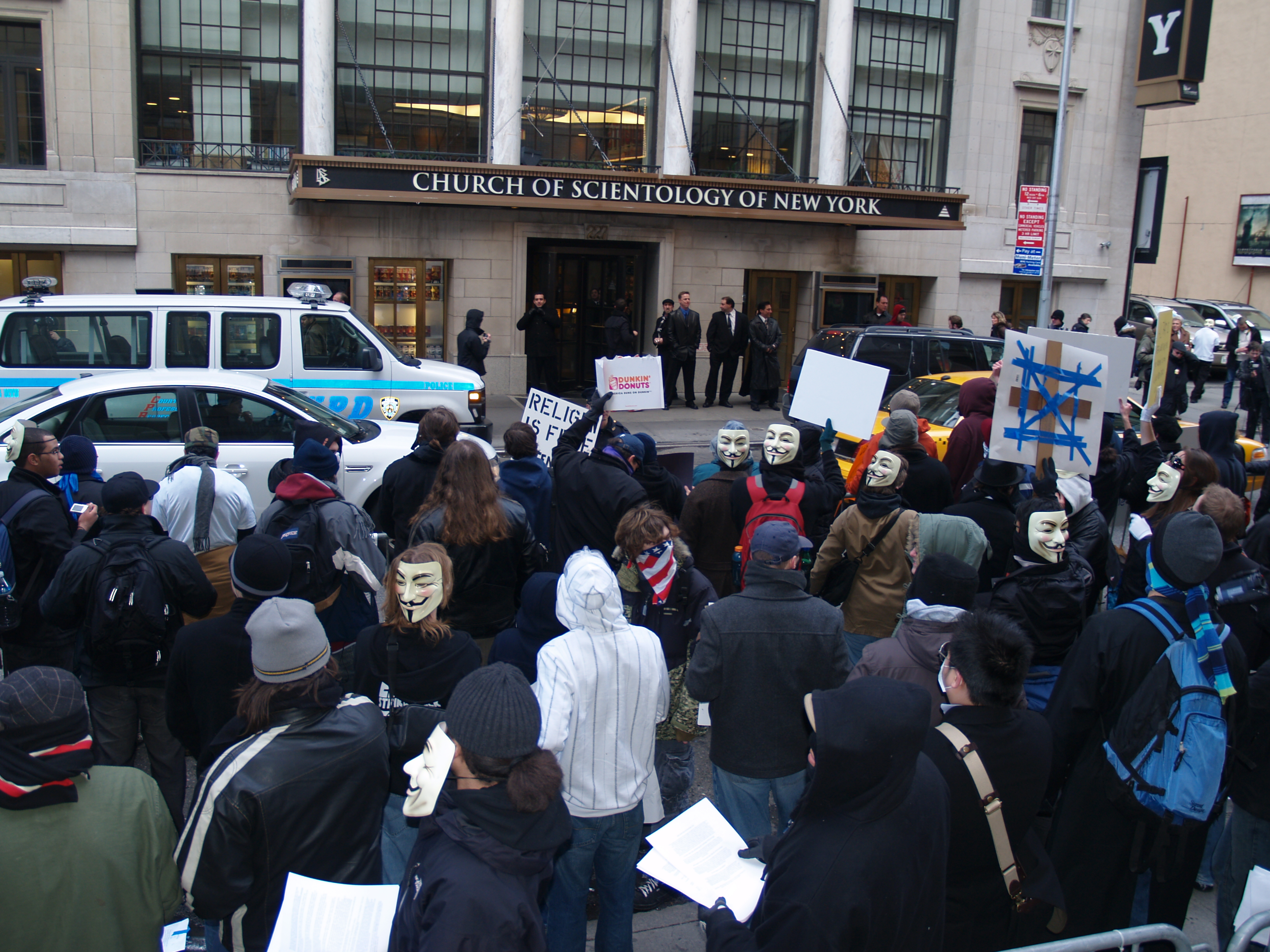
Manifestation devant l’Église de Scientologie à New York.

4chan a été étiqueté en tant que lieu de naissance des Anonymous. C'est à travers cette association avec le groupe Anonymous que 4chan a été lié au Projet Chanology, qui est un mouvement global se révoltant contre l'Église de Scientologie. Le 15 janvier 2008, un utilisateur a suggéré, sur 4chan, de faire « quelque chose de grande ampleur » contre l'Église de Scientologie. Ce message a entraîné diverses attaques et menaces contre cette Secte .

### Trump's Troll Army
Les 4channers de la Trump's Troll Army sont persuadés que ce sont eux qui ont fait gagner Donald Trump. Un 4channer résume la chose en déclarant « nous avons réussi à faire élire un mème comme président ».

### Incel
Incel est la contraction de l’expression « involuntary celibate » (« célibataires involontaires »). Ils occupent l’espace de discussion /r9k/, mais sont aussi présents sur d'autres plateformes, comme Discord ou leur propre site internet - et ils ont été expulsés de Reddit en juillet 2017. Il s'agit d'un groupe de soutien et de discussions entre célibataires de longue durée, et il est très majoritairement constitué d'hommes hétérosexuels âgé d'entre 18 et 35 ans. Malgré son objectif de base, ce groupe est extrêmement critiqué, car les Incels émettent énormément de propos haineux misogynes et d'appels à la violence ou au meurtre surtout féminicide (mais souvent formulé de manière qu'ils restent dans le cadre légal) et parfois ils s'échangent des conseils sur la manière de violer une femme. De plus, deux tueries de masses ont déjà été commises par des Incels au nom de leur communauté, la Tuerie d'Isla Vista et l'Attaque à la voiture-bélier du 23 avril 2018 à Toronto, qui ont été désapprouvées d'une partie des Incels, mais aussi soutenues par l'autre partie, une sorte de culte de la personnalité apparaissant autour des criminels (Eliot Roger désormais surnommé « gentleman suprême » et Alek Minassian considéré comme quelqu'un qui les aurait vengés).

## Controverses
Le site 4chan.org a souvent été pointé du doigt par de nombreux médias et sites internet pour de nombreuses raisons. Le wiki satirique Encyclopedia Dramatica, cité par Nick Douglas de Gawker.com, définit /b/ comme the asshole of the internet (« le trou du cul d'internet »), rempli de « pédophiles, zoophiles, otaku ».
La chaîne Fox News a publié un reportage attaquant 4chan, reportage qui a toutefois été l'objet de très nombreuses moqueries en raison de l'absence de source fiable (un utilisateur de Myspace, une personne au visage caché, un homme ayant acheté un chien...) et d'expressions exagérées reprises plus tard (« hackers sous stéroïdes », « lulz, une corruption du lol »…).
Diverses attaques internet sont également associées à 4chan, notamment l'attaque contre le site MacRumors (en) pendant la couverture du Macworld 2009, associée aux boards /b/ et /g/,. Des accès non autorisés au compte de messagerie électronique de la candidate à la vice-présidence des États-Unis 2008 Sarah Palin sont aussi associés à 4chan.
En 2009, AT&T bloque l'accès à 4chan sans raison apparente, et en 2010 c'est le fournisseur d’accès Verizon Wireless qui fait de même pendant quelques jours.
Le 31 août 2014, un utilisateur poste sur /b/ des photos de célébrités nues piratées sur des comptes du cloud, dont Jennifer Lawrence et Mary Elizabeth Winstead. Certaines victimes nient être le sujet de ces photos volées, pendant que d'autres attaquent l'intrusion dans leur vie privée. Après divulgation d'autres photos piratées et retrait des premières photos en application du Digital Millennium Copyright Act, entraînant une vague de sexisme sur le site, le discours aux Nations unies d'Emma Watson du 21 septembre est suivi par diverses menaces envers elle, dont la publication de clichés volés. Ces menaces se sont avérées être une campagne de l'entreprise Rantic Marketing (en) dans le but de faire tomber 4chan. Plus tard, c'est même Lauren Mayberry, chanteuse du groupe écossais Chvrches, qui fera les frais d'attaques sexistes sur 4chan, en raison de la sortie d'une vidéo pour le single Leave a trace : cette controverse a même fait l'objet d'une étude scientifique du linguiste Albin Wagener.